# Саґара Саносуке
Саґа́ра Сано́суке (яп. 相楽 左之助) - один з головних героїв манґи та аніме-серіалу Rurouni Kenshin.
На відміну від інших головних персонажів, Саносуке був створений порівняно пізно, одним з останніх. За задумом Вацукі Нобухіро, Саносуке повинен був стати найкращим другом Кенсіна. Не зважаючі на те, що Саносуке був одним з основних персонажів, Вацукі відчував, що реалізував потенціал цього героя не повністю, і вважав, що міг би отримати цікавий результат, якби зробив його головним героєм замість Кенсіна.
Саґара Саносуке — колишній член Секіхотая, загону політичних екстремістів, знищеного урядом Мейдзі після приходу імперіалістів до влади. Після того, як Секіхотай припиняє своє існування, Саносуке, розлючений розпуском загону та стратою його командира, стає найманим кулачним бійцем. На початку манґи він стикається з Хімурою Кенсіном, який легко перемагає його. Після цієї зустрічі Саносуке стає найкращим другом Кенсіна та його напарником в більшості битв.
Серед читачів манґи Саносуке був досить популярний та в усіх без винятків рейтингах персонажів, які підраховуються журналом Shonen Jump, займав друге місце, програючи лише Кенсіну.
Критики та оглядачі відзивалися про Саносуке вельми позитивно, відзначаючи, що під час розвитку сюжету він стає все надійнішою людиною. 
Саносуке з'являється в багатьох творах, які відносяться до серії Rurouni Kenshin, включаючи анімаційний фільм Rurouni Kenshin: Ishin Shishi e no Requiem, OVA Rurouni Kenshin: Seisou Hen та всі відеоігри. 
Існують різноманітні колекційні предмети з зображенням Саносуке, такі як брілки для ключів, пов'язки та м'які іграшки.

## Виноски
1. ↑  Юдзі Уеда (англійською) . Anime News Network.
2. ↑  Юріко Футідзакі (англійською) . Anime News Network.
3. ↑  Томокадзу Секі (англійською) . Anime News Network.
4. 1 2  Nobuhiro Watsuki (яп. 和月伸宏). Kenshin Kaden (яп. 『剣心華伝』). — Shueisha, 1999. — С. 165. — ISBN 4-08-782037-8.
5. ↑  Andrew Tei. Anime Expo 2002: Friday Report (англійською) . AnimeOnDVD.com. Архів оригіналу за 22 червня 2013. Процитовано 16 травня 2009.
6. ↑  Nobuhiro Watsuki. Rurouni Kenshin, Volume 14 (Chapter 113). — Viz Media, 2005. — С. 28. — ISBN 978-1-5911-6767-9.
7. ↑  Nobuhiro Watsuki. Rurouni Kenshin, Volume 16 (Chapter 135). — Viz Media, 2005. — ISBN 978-1-5911-6854-6.
8. ↑  Megan Lavey. Mania.com Review: Rurouni Kenshin volume 6 (англійською) . Mania Entertainment.
9. ↑  Amazon.com. Rurouni Kenshin, Kaoru, Sanosuke Group Key Chain (англійською) . Архів оригіналу за 22 червня 2013. Процитовано 16 травня 2009.
10. ↑  Amazon.com. Rurouni Kenshin: Sweat Band — Sanosuke (англійською) . Архів оригіналу за 22 червня 2013. Процитовано 16 травня 2009.
11. ↑  Amazon.com. Rurouni Kenshin: Sanosuke 8" Plush (Plush Doll Figure) (англійською) . Архів оригіналу за 22 червня 2013. Процитовано 16 травня 2009.